# Vakuumtherapie

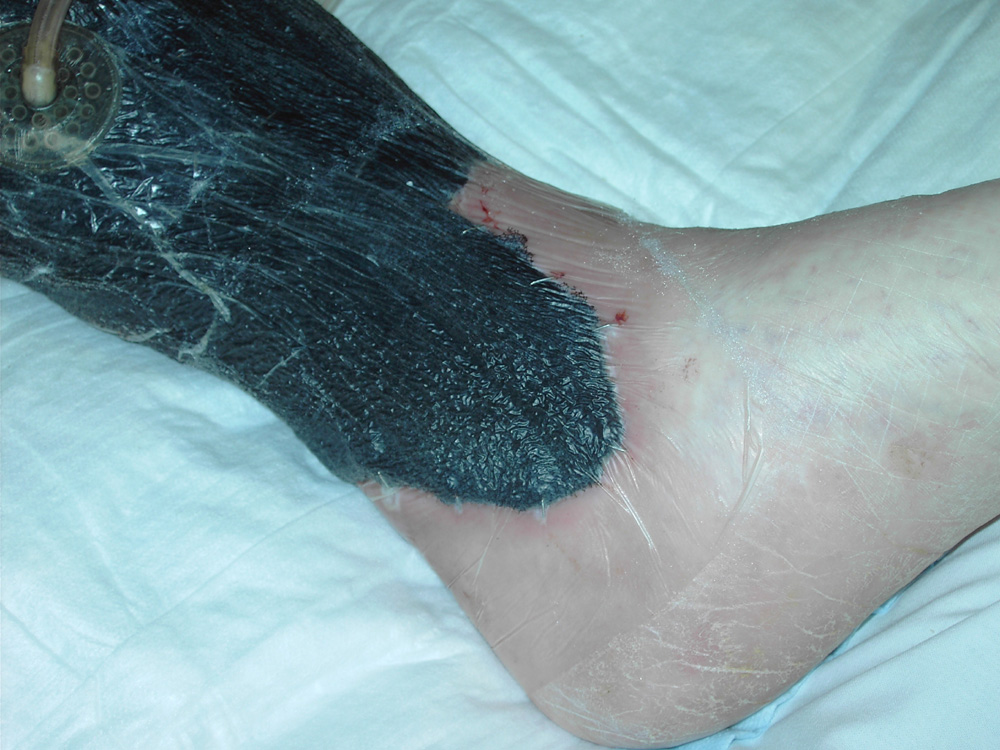
Vakuumverband: Die flächenhafte Wunde (am Unterschenkel) ist mit offenporigem schwarzen Schaumstoff bedeckt, eine transparente Klebefolie dichtet an die Haut rundum an. Links oben ist der Saugschlauch angeschlossen.

Die Vakuumtherapie (auch Vakuumversiegelung, Negative pressure wound therapy (NPWT), vacuum assisted closure-therapy (VAC-Therapie) und lokale Unterdrucktherapie) ist eine Form der Wundbehandlung. Die Wundheilung insbesondere Chronischer Wunden soll hierbei durch einen Wundverschluss in Kombination mit einer Drainage von Wundexsudat und Blut erreicht werden, wobei ein Unterdruck mit einer elektrischen Pumpe erzeugt und ein Sog aufrechterhalten wird. Die Namensgebung in der deutschen Sprache ist irreführend, weil kein Vakuum im eigentlichen Sinne, sondern verminderter atmosphärischer Druck angewendet wird. Als verständlichere Bezeichnung des Verfahrens wird daher im deutschsprachigen Raum der Begriff Lokale Unterdrucktherapie verwendet.

## Wirkungsprinzip
Die Wunde wird mit einer Wundauflage aus Polyurethan- oder Polyvinylschaum abgedeckt und teilweise ausgekleidet. Solche Wundauflagen sind hydrophob und verfügen über Poren von 400 bis 600 Mikrometer Durchmesser. Zudem kommen gefaltete Wundgazen zur Anwendung. Diese Materialien werden mit einer luftundurchlässigen Folie abgedeckt, aus der ein Schlauchsystem herausführt, das mit einer Pumpe verbunden ist. 

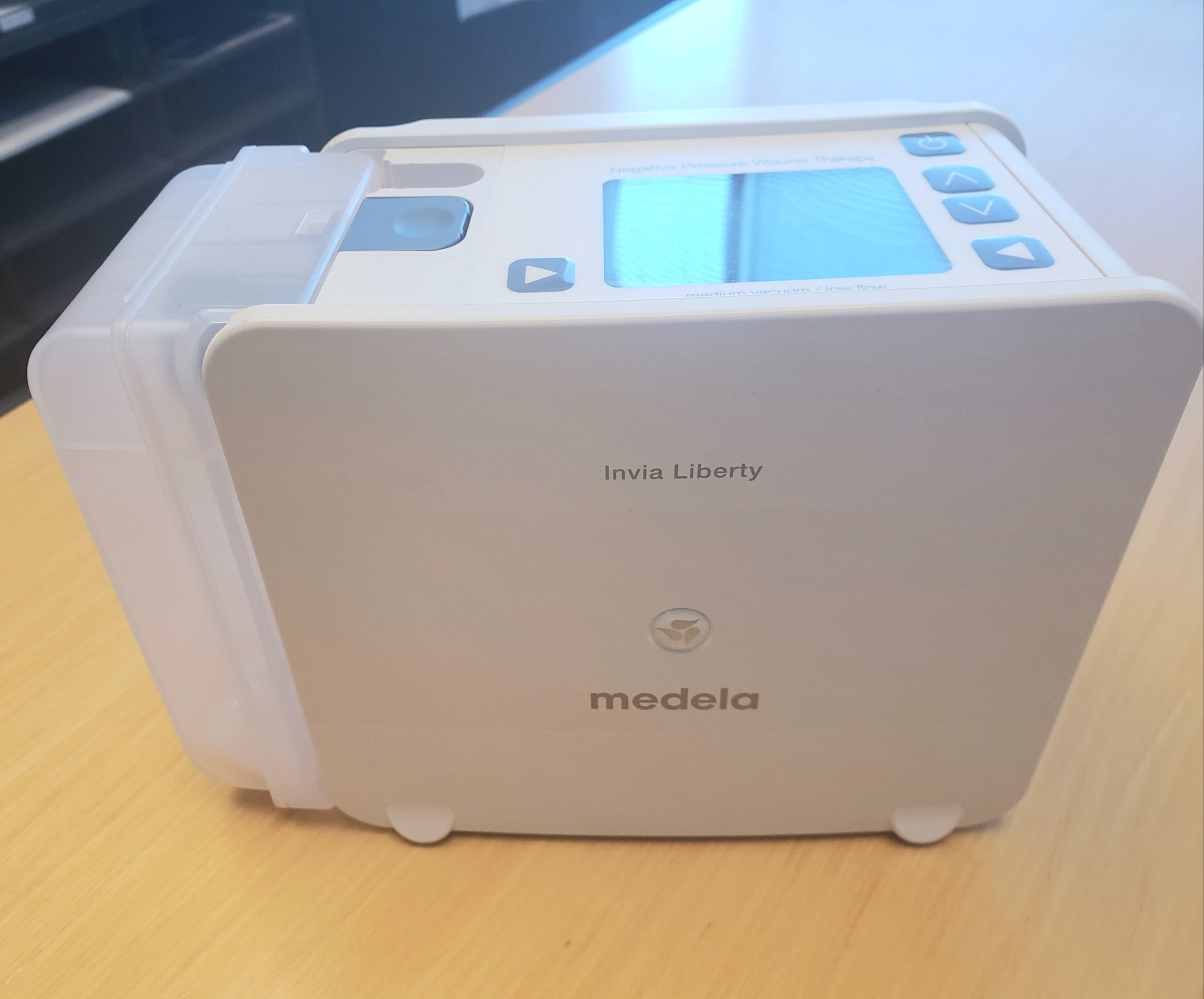
Eine elektrische Pumpe zur Unterdrucktherapie, links der Auffangbehälter

 Mittels dieser elektrischen Pumpe wird ein permanenter, kontrollierter, örtlich begrenzter Unterdruck in der luftdicht abgedeckten Wunde erzeugt, wodurch der Heilungsprozess in chronischen als auch akuten Wunden gefördert und beschleunigt werden soll. Dies geschieht durch das Absaugen von Wundexsudat und dem damit einhergehenden Entfernen von proteolytischen Enzymen, besonders der Matrix-Metalloproteasen, sowie einer mechanischen Säuberung der Wunde, bis in tiefe Strukturen. Die Durchblutung in der Wunde soll dadurch verbessert werden, dass die Einsprossung neuer Gefäße (Angiogenese) induziert wird. In weiterer Folge bildet sich Granulationsgewebe und eine Feuchte Wundbehandlung wird ermöglicht, ohne dass Stau von Wundexsudat und proteolytischen Enzymen eintritt.

### Ablauf der Therapie
Die Lokale Unterdrucktherapie ist eine Ergänzung der konservativen Wundbehandlung und kann im Rahmen weiterer Maßnahmen beispielsweise zur kurzfristigen Wundkonditionierung oder über einen Zeitraum von mehreren Wochen bis zum vollständigen Wundverschluss durchgeführt werden. Der Unterdruck kann kontinuierlich, intermittierend oder konstant sein. Eine intermittierende Sogwirkung setzt einen vergleichsweise erheblich höheren Granulationsreiz. Die abgesaugten Flüssigkeiten werden in einem verschlossenen Behälter aufgefangen und gespeichert. Dadurch werden Keime gebunden und Kreuzinfektionen vorgebeugt.
Ein Sogabfall oder gar ein Sogausfall kann zur Ausbildung einer feuchten Kammer führen, innerhalb derer sich möglicherweise eine Sepsis ausbildet. Daher sind die marktüblichen Pumpen mit einer Alarmfunktion ausgestattet, die beim Absinken der Sogleistung aktiviert wird. Abpolsterungen zwischen der Haut und dem Schlauchsystem beugen Druckstellen vor.
Ein kombinierter Einsatz mit Kompressionstherapie ist bei Patienten mit einer venös bedingten Beinwunde möglich. Je nach Durchblutungssituation des betroffenen Areals, die beispielsweise bei einer vorliegenden pAVK vermindert sein kann, kann der Unterdruck in einem Bereich von 50 mmHg bis hin zu 200 mmHg variiert werden.
Während der Auffangbehälter je nach Füllstand regelmäßig geleert wird, kann die Wundauflage über längere Zeit auf der Wunde verbleiben. Die großporigen Wundauflagen sollten zweimal pro Woche gewechselt werden, um einem Einsprießen frischen Granulationsgewebes in die Poren des Materials vorzubeugen. Feinporige Schaumauflagen können hingegen bis zu sieben Tage auf der Wunde belassen werden. Der Einsatz der lokalen Unterdrucktherapie ist in Deutschland seit dem 1. Oktober 2020 im Rahmen der Regelversorgung zulasten der Gesetzlichen Krankenkassen zugelassen.

## Einsatzgebiete
- Akute Wunden: Weichteildefekte, Serome, infizierte Wunden nach chirurgischem Debridement, Fixierung von Hauttransplantaten.
- Akute – Subchronische Wunden: Wundkonditionierung, Lymphfisteln, sternale Wundinfektion, Thoraxwandfenster.
- Chronische Wunden: Dekubitus, Ulcus cruris, chronische Wundheilungsstörungen, Strahlenulkus[3][5]

Weitere spezielle Anwendungsgebiete sind das abdominelle Kompartmentsyndrom, septisches Abdomen und die Versorgung enteraler Fisteln.

### Kontraindikationen
Diese Therapieform kommt nicht auf enteralen Fisteln sowie freiliegenden Blutgefäßen oder freiliegende Nerven zur Anwendung. Weitere Kontraindikationen der Lokalen Unterdrucktherapie sind:
- Starke Blutgerinnungsstörungen mit erhöhter Blutungsgefahr,
- nekrotischer Wundgrund[3]
- unbehandelte Osteomyelitis,
- maligner Wundgrund[5]
- Wunden, die sich in der Nähe des Nervus vagus befinden

In diesem Zusammenhang kam es im Jahr 2009 und erneut im März 2011 zu einer Warnung der FDA nach einer Serie von 12 Todesfällen und 174 Verletzungen durch Blutungen bis hin zum Kreislaufschock innerhalb von 4 Jahren. Die FDA rät von der Therapie ab bei
- Kindern
- Personen mit Gefäßtransplantaten
- Infektionen der Blutgefäße
- Patienten, die antikoagulative Medikamente erhalten
- Wunden mit nekrotischem Gewebe oder Schorfauflage
- unbehandelter Osteomyelitis,
- bei nicht-enterischer oder nicht explorierter Fistel
- Malignomen im Wundbereich
- Wunden, in denen Blutgefäße, Nerven, Anastomosen oder Organe sichtbar sind
- bei freiliegendem Knochen muss eine Abdeckung des Knochens erfolgen.

## Bewertung
Da das System geschlossen ist, kann der Verband mehrere Tage auf der Wunde bleiben, es sind zumindest theoretisch keine täglichen Verbandswechsel nötig. Durch den Sog im System verringert sich das Wundvolumen, überschüssige Flüssigkeit sowie behinderndes Exsudat werden entfernt und die Granulation gefördert. Hinzu steigert sich die Lebensqualität für den Patienten durch Minderung eventueller Gerüche, Reduzierung des Exsudataufkommens und der längeren Verbandwechselintervalle, die für den Betroffenen weniger Terminstress und für die Wunde längere Ruhephasen bedeuten.
Den selteneren Verbandswechseln (je nach Wundzustand) stehen die Leasingkosten des Therapiesystems und der Preis der Verbrauchsmaterialien gegenüber. Der einzelne Verbandswechsel ist deutlich aufwendiger, andererseits seltener. Die Pumpen benötigen prinzipiell Netzstrom. Es werden aber auch mobile Systeme mit Akkubetrieb angeboten, so dass der Patient entsprechend der Akkukapazität frei beweglich bleibt, jedoch die Pumpe mit sich führen muss.
Eine systematische Übersichtsarbeit randomisierter, kontrollierter Studien kommt zu dem Schluss, dass die Vakuumtherapie möglicherweise einen positiven Effekt auf die Wundheilung hat, aber letztlich noch immer Belege für Vor- oder Nachteile gegenüber der konventionellen Wundtherapie fehlen. Insbesondere waren die publizierten Studien heterogen und die Aussagen dadurch verzerrt. Auffällig sei auch, dass offenbar eine große Zahl an Studien abgebrochen wurde. Zu einem ähnlichen Ergebnis kamen auch ein Cochrane-Review (2008) und zwei IQWiG-Beurteilungen (2006 und 2018).